# Svatopluk Pluskal
Svatopluk Pluskal est un footballeur tchécoslovaque devenu entraîneur, né le 28 octobre 1930 à Zlín (actuellement en République tchèque) et mort le 29 mai 2005 à Usti nad Labem. Il évolue au poste de milieu défensif de la fin des années 1940 au milieu des années 1960. Formé au SK Letna Zlin, il fait l'essentiel de sa carrière au Dukla Prague avec qui il remporte huit titres de champion de Tchécoslovaquie.
Il compte 56 sélections pour un but marqué en équipe nationale et est finaliste de la Coupe du monde en 1962. Il dispute également les Coupes du monde de 1954 et 1958 ainsi que le championnat d'Europe 1960 que la Tchécoslovaquie termine à la troisième place.
Devenu entraîneur, il dirige le Bohemians Prague, l'Enosis Neon Paralimni à deux reprises et le Skoda Plzen.

## Carrière
Il débute comme attaquant dans les équipes de jeunes, puis est replacé en milieu défensif à partir de 1951 quand il arrive au Dukla Prague. Il y remporte huit fois le championnat entre 1952 et 1966. 
Avec l'équipe nationale, il participe à trois Coupes du monde (1954, 1958, 1962) et à un Euro (1960). En 1963, il fait partie de l'équipe du « Reste du monde » qui affronte l'Angleterre pour fêter les 100 du football anglais à Wembley. 
Une blessure au genou met fin à sa carrière en 1967. Victime d'un AVC, il meurt à l'âge de 74 ans.

## Palmarès
- Champion de Tchécoslovaquie en 1953, 1956, 1958, 1961, 1962, 1963, 1964, 1966 avec le Dukla Prague.
- Finaliste de la coupe du monde 1962.
- Troisième place à l'Euro 1960.